# Andrzej Koprowski
Andrzej Koprowski (ur. 11 marca 1940 w Łodzi, zm. 29 stycznia 2021 w Warszawie) – polski jezuita, dziennikarz, były prowincjał wielkopolsko-mazowieckiej prowincji Towarzystwa Jezusowego.

## Życiorys
W latach 1956–1961 studiował polonistykę na Uniwersytecie Warszawskim. Następnie wstąpił do zakonu jezuitów. Studiował filozofię na wydziale filozoficznym Towarzystwa Jezusowego w Krakowie i teologię w Collegium Bobolanum w Warszawie. Święcenia kapłańskie przyjął 24 czerwca 1969. W latach 1971–1979 był duszpasterzem akademickim na Katolickim Uniwersytecie Lubelskim. W 1977 doktoryzował się w Instytucie Filozofii i Socjologii PAN. Od 1979 do 1983 pełnił funkcję rektora „Bobolanum”.
W latach 1983–1989 przebywał w Rzymie, gdzie był asystentem generała zakonu do spraw Europy Środkowej i Wschodniej. W latach 1989–1997 kierował nowo powstałą redakcją programów katolickich Telewizji Polskiej, a równocześnie w latach 1992–1997 kierował też warszawskim oddziałem Katolickiego Biura Informacji i Inicjatyw Europejskich (OCIPE).
W latach 1997–2003 był przełożonym prowincji wielkopolsko-mazowieckiej Towarzystwa Jezusowego. Od 2004 do 2015 pracował w Radiu Watykańskim – początkowo jako zastępca, a od listopada 2005 jako dyrektor programowy rozgłośni.
Zmarł na COVID-19 w czasie światowej pandemii tej choroby.